# المشاركة عن قرب
المشاركة عن قرب (بالإنجليزية: Nearby Share)‏ هي ميزة لنظام أندرويد وكروم أو إس لمشاركة الملفات والصور والفيديوهات وغيرها عبر بلوتوث وواي-فاي على غرار اير دروب وAndroid Beam. أصدرت رسميًا لعامة الناس في 4 أغسطس 2020. تتيح الميزة للمستخدمين تقليل الوقت اللازم لإرسال المحتوى إلى نقرات بسيطة. تستخدم ميزة مشاركة المحتوى مع الأجهزة المجاورة، مما يسمح للمستخدمين بمشاركة المحتوى حتى في حالة عدم الاتصال بالإنترنت.